# クロッテンゼーの戦い
クロッテンゼーの戦い（クロッテンゼーのたたかい、ドイツ語: Schlacht bei Krottensee）はスペイン継承戦争中の1703年5月24日、ハプスブルク帝国とフランケン・クライスの連合軍とバイエルン選帝侯領の軍の戦闘。戦闘はノイハウス・アン・デア・ペグニッツのクロッテンゼーで行われた。大敗したバイエルン軍はアウアーバッハ・イン・デア・オーバープファルツへ撤退した。